# Hesseius tricolor
Hesseius tricolor – gatunek widłonoga z rodziny incertae sedis w obrębie rzędu Cyclopoida; jedyny przedstawiciel rodzaju Hesseius.

## Systematyka
Gatunek ten opisał w 1881 roku francuski zoolog Charles-Eugène Hesse, nadając mu nazwę Scotophilus tricolor. Autor wprowadził dla niego nowy rodzaj Scotophilus, nazwa ta okazała się jednak zajęta przez opisany w 1821 roku przez Leacha rodzaj nietoperzy. W 2008 roku Özdikmen zmienił nazwę rodzaju widłonogów na Hesseius.